# 岩崎茂
岩崎 茂（いわさき しげる、1953年（昭和28年）2月3日 - ）は、日本の元航空自衛官。第31代航空幕僚長を経て、第4代統合幕僚長、現任の中華民国(台湾)行政院政務顧問。

「いせ」艦上にて、オスプレイ発着艦の様子を確認する岩崎。共に写っているのは、アメリカ海兵隊のジョン・ウィスラー中将（2013年11月12日撮影）。

## 略歴
岩手県岩手郡岩手町土川出身。一方井小、一方井中、盛岡第三高を経て防衛大学校（第19期）へ進む。防大では航空工学を専攻し、1975年（昭和50年）3月、防衛大学校を卒業後に航空自衛隊に入隊。職種は操縦幹部（戦闘機パイロット）。第201飛行隊長（TACネーム"Garfield"）、第2航空団司令、航空幕僚監部人事教育部長、西部航空方面隊司令官、航空幕僚副長等を経て、2009年（平成21年）7月に航空総隊司令官に就任。2010年（平成22年）12月24日に第31代航空幕僚長に就任。航空幕僚長時代には航空自衛隊次期主力戦闘機をF-35ライトニングⅡとする政府の決定を補佐した。2012年（平成24年）1月31日には第4代統合幕僚長に就任。竹河内捷次以来9年ぶりとなる空自出身の統合幕僚長であり（統合幕僚監部に改編されてからは初）、東北出身者として初の統合幕僚長である。退官後は防衛大臣政策参与を務めた。

## 年譜
- 1971年（昭和46年）3月：岩手県立盛岡第三高等学校卒業
- 1975年（昭和50年）3月：防衛大学校卒業（第19期）
- 1986年（昭和61年）7月：3等空佐
- 1989年（平成元年）7月：2等空佐
- 1991年（平成03年）8月1日：第201飛行隊長。TACネーム"Garfield"1993年7月31日まで。
- 1994年（平成06年）1月：1等空佐に昇任
- 1996年（平成08年）3月25日：航空幕僚監部防衛部防衛課防衛班長
- 1997年（平成09年）12月1日：第7航空団飛行群司令
- 1999年（平成11年）12月10日：航空幕僚監部人事教育部補任課長
- 2000年（平成12年）6月30日：空将補に昇任
- 2001年（平成13年）1月11日：第2航空団司令兼千歳基地司令
- 2003年（平成15年）3月27日：航空総隊司令部防衛部長
- 2004年（平成16年）8月30日：航空幕僚監部人事教育部長
- 2006年（平成18年）8月4日：空将に昇任、第34代 西部航空方面隊司令官
- 2008年（平成20年）8月1日：第40代航空幕僚副長（田母神俊雄空幕長更迭に伴い、10月31日から11月7日まで航空幕僚長事務代理）
- 2009年（平成21年）7月21日：第40代 航空総隊司令官
- 2010年（平成22年）12月24日：第31代 航空幕僚長
- 2012年（平成24年）1月31日：第4代 統合幕僚長
- 2014年（平成26年）10月14日：退官。同日付をもって防衛大臣政策参与
- 2015年（平成27年）10月1日：ANAホールディングスに再就職（顧問）[3]
- 2016年（平成28年）6月30日：防衛大臣政策参与を退職[4]
- 2019年（平成31年）8月23日：実業之日本フォーラムに寄稿開始[5]
- 2023年（令和05年）4月29日：瑞宝大綬章受章[6]
- 2025年（令和07年）3月21日 : 中華民国行政院政務顧問に就任[7]

## 栄典
- レジオン・オブ・メリット・コマンダー
- 2023年（令和05年）4月29日： 瑞宝大綬章[6][8]

## 画像

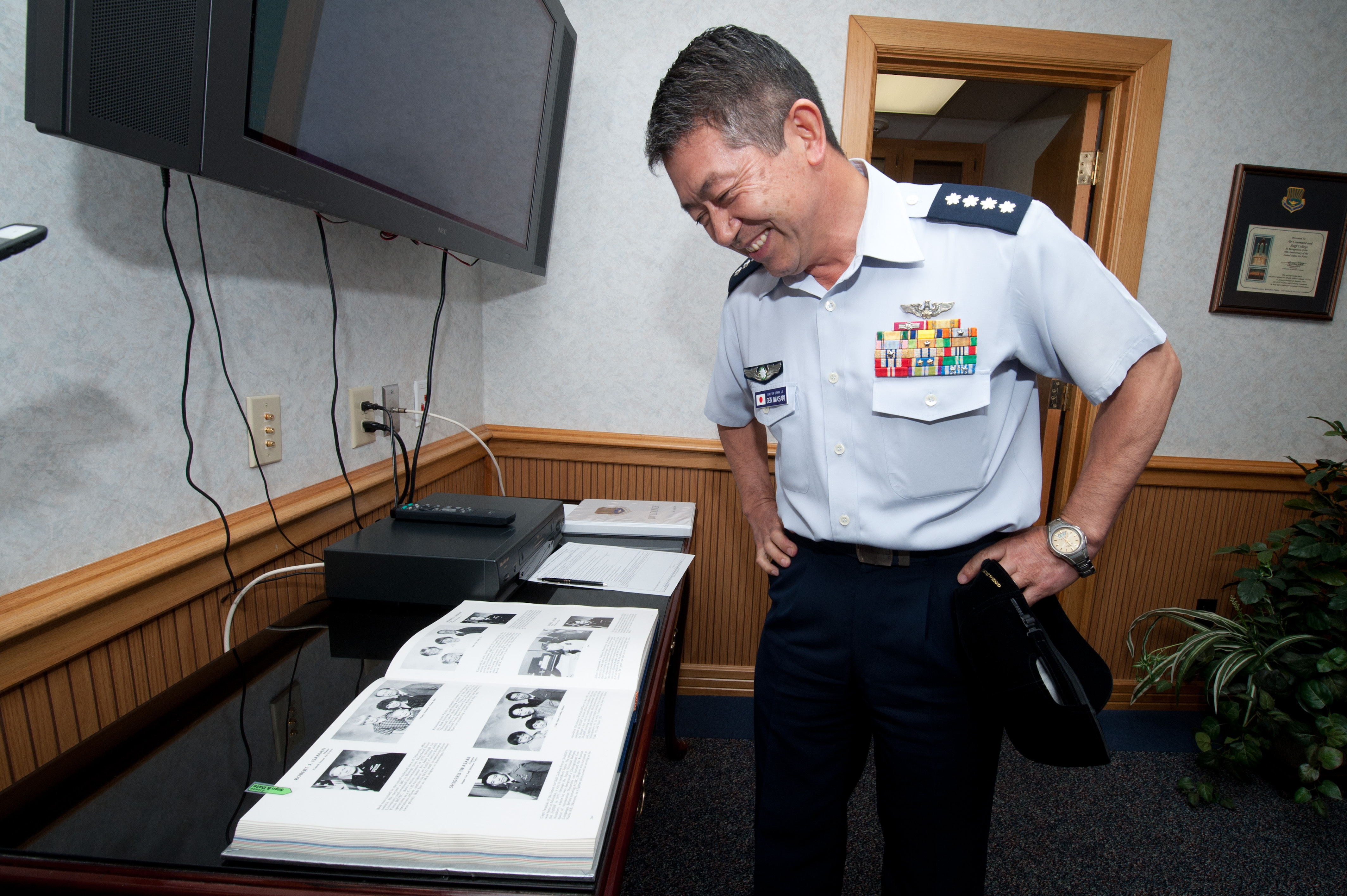
アメリカ軍の空軍兵学校（英語版）を訪問した岩崎。
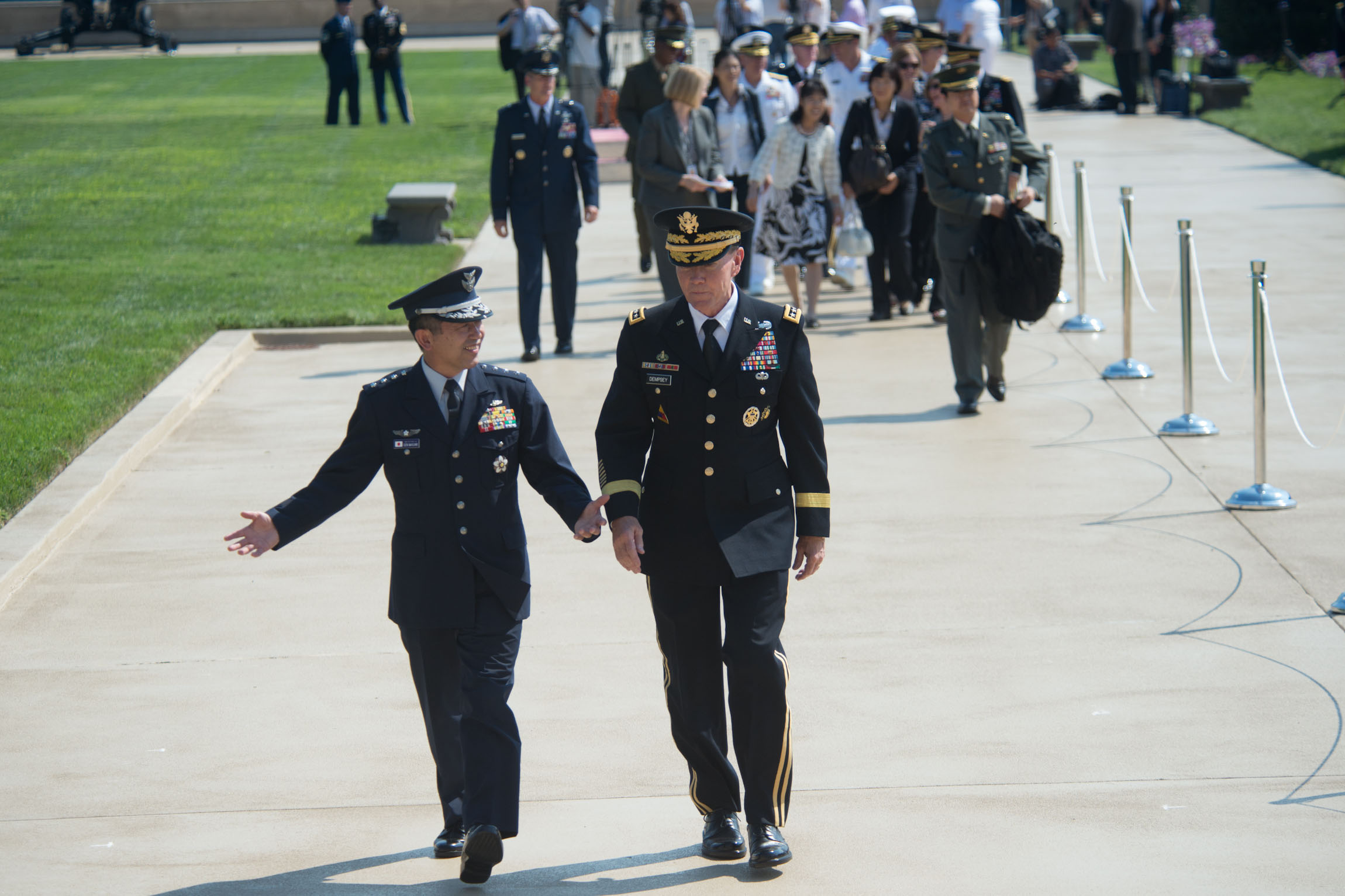
マーティン・デンプシーと談笑する岩崎
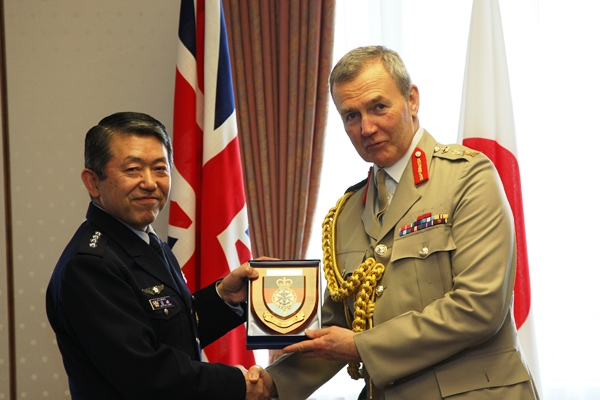
来日したホートン英国防参謀総長と、盾を送り合う岩崎
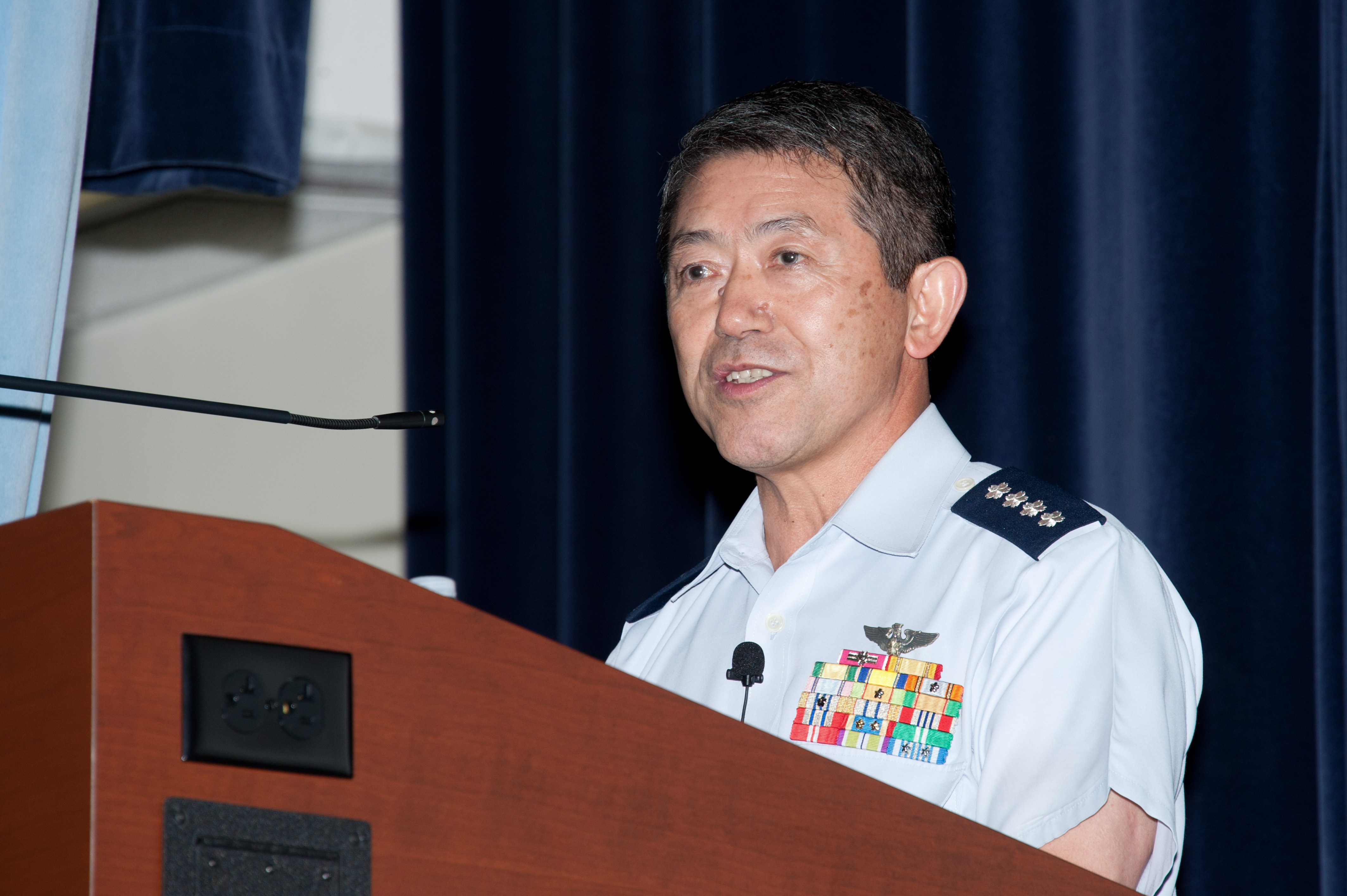
アメリカ空軍司令部学校にて、講演する岩崎
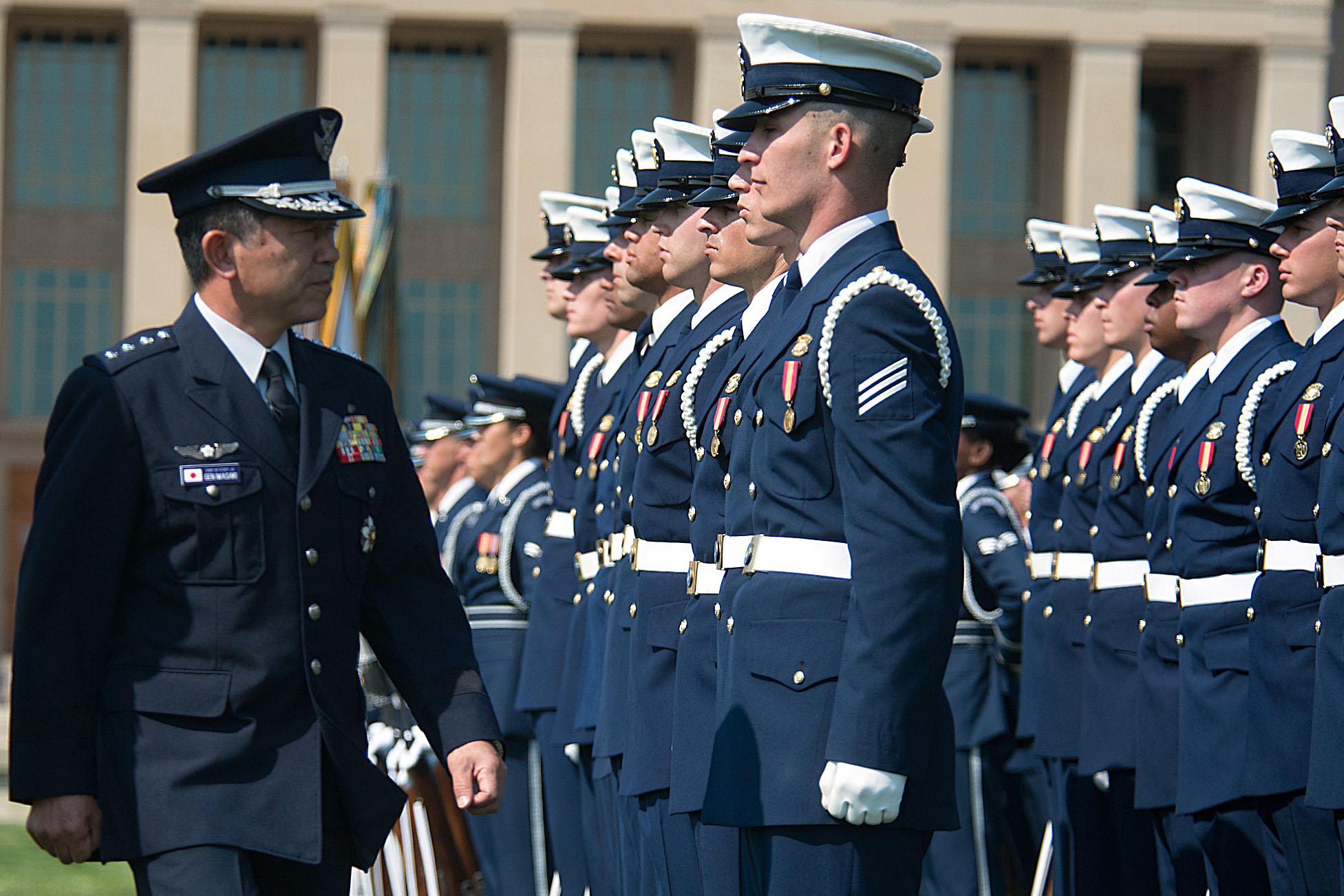
米軍を表敬訪問した岩崎
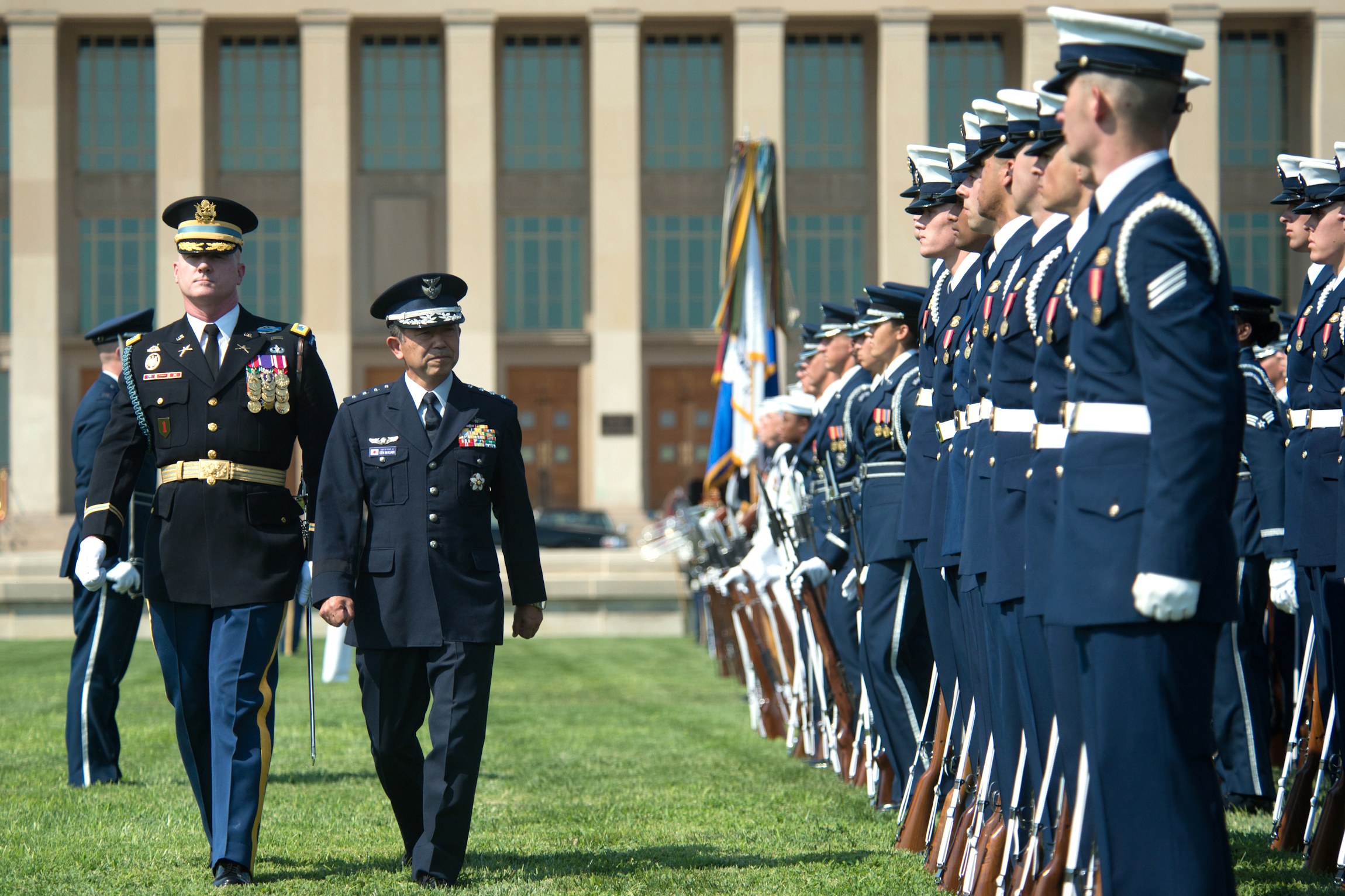
儀仗を受ける岩崎